# بير إيجل سويفت
بير إيجل سويفت (بالنرويجية البوكمول: Per Egil Swift)‏ هو لاعب كرة قدم نرويجي، ولد في 22 يناير 1972 في تونسبرغ في النرويج. لعب مع ترومسو إيدريتسلاغ ونادي ستارت ونادي فوليرينغا ونادي لين.

## وصلات خارجية
- بير إيجل سويفت على موقع اتحاد النرويج (النرويجية)
- بير إيجل سويفت على موقع قاعدة بيانات كرة القدم.إي يو (الإنجليزية)

- بير إيجل سويفت على موقع IMDb (الإنجليزية)